# Shivaphis szelegiewiczi
Shivaphis szelegiewiczi är en insektsart. Shivaphis szelegiewiczi ingår i släktet Shivaphis och familjen långrörsbladlöss. Inga underarter finns listade i Catalogue of Life.